# Kento Tsurumaki
Kento Tsurumaki (født 29. juni 1987) er en tidligere japansk fodboldspiller.
Han har spillet for flere forskellige klubber i sin karriere, herunder Tokyo Verdy og Matsumoto Yamaga FC.